# Histoire tragique avec fin heureuse
Pour plus de détails, voir Fiche technique et Distribution.
Histoire tragique avec fin heureuse est un court métrage d'animation réalisé par Regina Pessoa et sorti en 2005.

## Fiche technique
- Titre : Histoire tragique avec fin heureuse
- Réalisation : Regina Pessoa
- Scénario : Regina Pessoa
- Musique : Normand Roger (en)
- Pays de production :  France- Portugal- Canada
- Durée : 7 minutes
- Date de sortie : 2005

## Distribution (voix originales)
- Manuela Azevedo
- Elina Löwensohn

## Distinctions
- Festival international du film d'animation d'Annecy 2006 Cristal d'Annecy
- Lutins du court métrage 2007 : meilleur film d'animation
- Festival international du film d'animation d'Hiroshima[Quand ?] : Prix spécial du jury